# Batalha de El Adde
Batalha de El Adde ocorreu no dia 15 de janeiro de 2016 quando militantes do al-Shabaab lançaram um ataque contra uma base da Missão da União Africana para a Somália (AMISOM) administrada pelo exército do Quênia na cidade de El Adde, na Somália. Foi o ataque mais mortífero à AMISOM na Somália e é a maior derrota militar das Forças de Defesa do Quênia desde a independência em 1963. Assim sendo, o governo queniano recorreu a medidas extremas para ocultar a extensão das suas perdas. Foi descrito pela mídia como um "massacre militar" ou um desastre militar.

## Antecedentes
Em 2011, o Quênia se juntou à Missão da União Africana na Somália. Nesse período, as forças quenianas ocuparam o sul da região de Gedo, na Somália, com a presença de cerca de 3 000 soldados.
De acordo com o general do exército somali, Abas Ibrahim Gurey, informações claras e confiáveis de um ataque iminente foram passadas ao comandante encarregado da base de El Adde, com 45 dias de antecedência.

## Ataque à base do exército queniano
No dia 15 de janeiro, às 06h30 da manhã, um homem-bomba detonou um veículo blindado carregado de explosivos no portão da frente de uma base da guarnição da AMISOM em El-Adde, na região de Gedo, Somália.
O composto da base abrigava uma guarnição de dois batalhões do Quênia. O tamanho total da guarnição naquele dia foi geralmente estimado em cerca de 200 tropas quenianas presentes.
A explosão danificou os edifícios de comando e comunicações, bem como um arsenal e depósitos de combustível da base, matando dezenas de soldados.
A explosão suicida foi precursora para uma incursão de um número estimado de 150 a 300 combatentes do al-Shabaab, que atacaram a base com RPGs e armas de assalto. O ataque pegou os soldados quenianos despreparados e adormecidos. A batalha durou várias horas, com combates ferozes, até que as tropas quenianas recuaram da base e fugiram para um denso matagal, sendo perseguidos pelos militantes da al-Shabaab.
Os atacantes acabaram assumindo o controle do campo militar; ademais, os soldados quenianos também recuaram da cidade perto do campo, que cai nas mãos dos jihadistas.